# Ulysses (Kansas)
Ulysses è un comune degli Stati Uniti d'America, situato nello Stato del Kansas, nella contea di Grant, della quale è anche capoluogo.